# Дзаника
Дза́ника (итал. Zanica) — коммуна в Италии, располагается в регионе Ломбардия, подчиняется административному центру Бергамо.
Население составляет 7284 человека (на 2004 г.), плотность населения составляет 504 чел./км². Занимает площадь 14 км². Почтовый индекс — 24050. Телефонный код — 035.
Покровителем коммуны почитается святитель Николай Мирликийский, чудотворец, празднование 6 декабря.

## Известные уроженцы и жители
- Феличе Моретти (1791—1863) — композитор и органист.